# Thomas Davidson

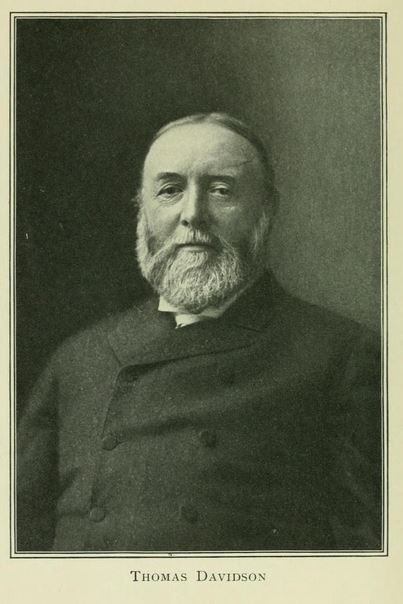
Thomas Davidson

Thomas Davidson (25 października 1840 w Old Deer – 14 września 1900 w Montrealu) – szkocko-amerykański filozof i wykładowca akademicki

## Życiorys
Po ukończeniu University of Aberdeen (1860) z pierwszą lokatą i nagrodą za grekę, został rektorem szkoły w Old Aberdeen (1860–1863). Od 1863 do 1866 był nauczycielem w kilku szkołach angielskich. W 1866 roku przeniósł się do Kanady, aby objąć stanowisko w London Collegiate Institute. W następnym roku (1867)  przybył do Stanów Zjednoczonych, a po spędzeniu kilku miesięcy w Bostonie, przeniósł się do Saint Louis, gdzie, oprócz pracy na nowojorskich pismach Round Table i Western Educational Monthly był nauczycielem literatury klasycznej w liceum w St Louis, a następnie dyrektorem jednego z oddziałów liceum. W 1875 roku przeniósł się do Cambridge (Massachusetts). Wiele podróżował i nauczył się biegle wielu języków: francuskiego, włoskiego, hiszpańskiego, greckiego, arabskiego i niemieckiego i łaciny.
W Grecji, poświęcił się głównie archeologii i współczesnej grece, oraz napisał Fragments of Parmenides (1869). We Włoszech badał kościół katolicki, filozofię scholastyczną, Dantego i Rosminiego. W badaniach nad kościołem katolickim, niezwykle ważna była pomoc księżnej Karolinie Sayn-Wittgenstein i kardynała Hohenlohe, który zaproponował mu mieszkanie w jego biskupim pałacu w Albano Laziale, a także w Villa d’Este w Tivoli. Jego zainteresowanie Tomaszem z Akwinu zwróciło uwagę biskupa (późniejszego kardynała) Schiatlino, od którego dowiedział się o tym papież. Davidson został zaproszony do Watykanu, gdzie papież zasugerował, że powinien osiedlić się w Rzymie i wspomóc papieskich profesorów w edycji nowego wydania dzieł św. Tomasza.
Przez ponad rok mieszkał w Domodossola, w Piemoncie, gdzie swoją siedzibę miał nowicjat założonego przez Rosminiego Societas a charitate nuncupata (Instytut Miłosierdzia). Napisał tam pracę, która jako pierwsza przedstawiła Rosminiego anglojęzycznym czytelnikom: The Philosophical System of Antonio Rosmini-Serbati, translated, with a Sketch of the Author’s Life, Bibliography, Introduction, and Notes  (Londyn, 1882). Jednocześnie pisał eseje na tematy antyczne, głównie z zakresu archeologii, opublikowane pod tytułem The Parthenon Frieze and Other Essays (Londyn, 1882). Przetłumaczył także Psychologię Rosminiego (3 tomy, Londyn, 1884). W 1883 roku, w willi w Capri zajmował się tłumaczeniem Antropologii Rosminiego. Davidson był częstym współpracownikiem czasopism, wygłaszał też serie wykładów w Lowell Institute w Bostonie i innych instytucjach na temat o Grecji nowożytnej, rzeźby greckiej, itp. Odegrał też ważną rolę w powstaniu "The Fellowship of the New Life" (Towarzystwa Nowego Życia), z oddziałami w Londynie i Nowym Jorku.
Davidson osiągnął dużą popularność serią wykładów na temat socjologii dla Educational Alliance. Specjalnie utworzonej klasie młodzieży żydowskiej przedstawiał w nich wielkich socjologów i problemy przez nich poruszane. Davidson dążył do założenia instytucji, którą nazywał „Breadwinners' College” ("College żywicieli rodziny"), ale jego praca została przerwana przez nagłą śmierć w Montrealu.

## Apeiroteizm
Thomas Davidson nazywał swoją filozofię apeiroteizmem, rozumiejąc ją jako "rodzaj pluralistycznego idealizmu... połączonego z surowym rygoryzmem etycznym". Stanowisko to nawiązywało do Arystotelesa i jego koncepcji duszy i nous. Dusza u Arystotelesa jest racjonalnym, żywym aspektem ciała. Jest formą ciała i nie może istnieć poza nim.  Nous to racjonalne myślenie i zrozumienie. Davidson twierdził, że nous Arystotelesa identyfikuje Boga z racjonalnym myśleniem, i że taki Bóg nie może istnieć niezależnie od świata, tak jak Arystotelowska dusza nie może istnieć niezależnie od ciała.
Davidson początkowo był panenteistą, jednak jego studia w Domodossola – w tym nad dziełami włoskiego filozofa renesansu Giordana Bruna, Leibniza, Kanta i Rosminiego – doprowadziły go do panpsychicznej monadologii, zgodnie z którą rzeczywistość składa się z nieskończonej liczby substancji psychicznych czy duchowych, każdej obdarzonej  Arystotelesowskim telos. Ludzka dusza (psyche) jest jednak niepowtarzalna, ponieważ posiada autonomię, która zapewnia potencjał osiągnięcia boskości poprzez odpowiednie, moralne połączenie z inną ludzką psyche.
Pozwoliło to Davidsonowi odrzucić panteizm, który, w jego opinii, prowadził do Boga "rozrzuconego we wszechświecie... tak, że pełen Absolut istnieje tylko w sumie rzeczy razem wziętych." Zamiast tego Davidson twierdził, że Bóg istnieje wszędzie, ale "istnieje w pełen lub całkowity sposób" w każdej monadzie. Rzeczywistość to Göttergemeinschaft – wspólnota bogów. Ta metafizyczna, społeczna i duchowa jedność ma charakter raczej moralny, a nie ontologiczny.
Filozofia religijna Davidsona miała istotne konsekwencje dla myśli społecznej. Apeiroteizm był stanowiskiem demokratycznym i perfekcjonistycznym, ponieważ głosił, że każdy człowiek ma potencjał do bycia Bogiem. Najczęściej jednak stosunki społeczne udaremniają rozwój tego potencjału. Davidson uważał, że zawarte w człowieku boskie naturalne instynkty będą pobudzały go do działań moralnych. Im bardziej jednostki są świadome tej boskości, tym stają się bardziej moralne.
William James był zdania, że ta indywidualistyczna religia spowodowała, że Davidson pozostał "obojętny ... na socjalizm i inne panacea administracyjne.". Apeiroteizm wzywał do uwolnienia potencjału boskości każdego człowieka poprzez rozwój osobisty i pomoc innym, a nie przez warunków materialnych ludności. Zdaniem Davidsona to jedyna droga do prawdziwej reformy społeczeństwa.